# SOUL CATCHER(S)
『SOUL CATCHER(S)』（ソウル キャッチャーズ）は、神海英雄による日本の漫画作品。

## 概要
吹奏楽をテーマにした音楽漫画。『少年ジャンプNEXT!』（集英社）2012 AUTUMNに読切版が掲載後、『週刊少年ジャンプ』（集英社）2013年24号 - 2014年31号で連載された。その後、『少年ジャンプNEXT!!』（集英社）での連載（2014 vol.4 - 2015 vol.2）を経て 『少年ジャンプ+』（集英社）に移籍し、2015年8月2日から2016年2月14日まで連載された。
タイトルは「魂を掴む者たち」という意味で、(S)は神峰と刻阪のダブル主人公（複数形）であることを表している。公式略称は「ソルキャ」。キャッチコピーは「超視覚型（ハイパーヴィジュアル）吹奏楽グラフィティ」、「唯一無二の吹奏楽漫画」など。話数カウントは「op.（オーパス）○」。
鳴苑高校吹奏楽部を舞台に、心が「見える」能力を持つ神峰翔太と心を「掴む」天才サックス奏者刻阪響の2人を中心として展開する。神峰が能力によって周囲の心の問題を解消しながら、指揮者として成長していく様を描く。

## ストーリー
群馬県立鳴苑高等学校に通う神峰翔太は、人の心が「見える」能力を持っていた。自らの能力を厭い他人との接触を拒んできた神峰は、吹奏楽部の公演がきっかけとなり、音色で人の心を「掴む」サックス奏者・刻阪響と出会う。
「神峰の助言に従って演奏することで音楽を人の心に届けることができる」と気付いた刻阪は神峰を吹奏楽部に勧誘し、神峰は指揮者志望として入部を決意する。神峰は刻阪と共に、部内のさまざまな問題や他校のライバルたちと直面しながら、自身の能力と指揮によって鳴苑吹奏楽部の音を導いてゆく。

## 登場人物
声の項はVOMIC版のもの。

### 主要人物
神峰 翔太（かみね しょうた）
声 - 鈴木達央
本作の主人公。鳴苑高校73期生（物語開始時点で1年生）男子。10月16日生。好きな食べ物は甘いもの。一人称は「オレ」で、やや口調が荒い。左右の髪質が違うためセットが上手くいかない。
他人の心が「見える」という特異能力を持つが、心を動かすことはできず一方的に見せられるだけの能力に葛藤し、他人との接触を避けてきた。刻阪やモコとの出会いをきっかけに自身の能力に意味を見出し始め、指揮者志望として吹奏楽部に入部する。入部時点では音楽に関しては完全に素人だが、日々の努力とパートリーダーたちの協力により成長し続ける。
能力ゆえに他人の感情に敏感で、他者から強い心を向けられると必要以上に萎縮してしまうなどの緊張からメンタルは弱め。一方、吹奏楽部入部以降は「逃げずに立ち向かうこと」を基本理念とするひたむきな行動が目立つ。
心が「見える」だけで「読める」わけではないため、しばしば解釈を間違える。特に女心には鈍感。
入部時点では音楽や指揮に関して完全に素人だったが、御器谷から音楽知識を、邑楽からピアノを、谺から指揮の基礎を学ぶなどして徐々に成長。スプリングコンサートでは拙いながらも「春よ来い」をピアノで披露した。全パートリーダーに認められ、桜の音を超えた虹の音を完成させコンクール全国大会で伊調に勝利する。
新しい出会いを強要されていると解釈していたため桜が苦手だったが、鳴苑の仲間たちと出会い克服した。特技は射的で、縁日の射的屋を商売あがったりにするほどの実力者。
刻阪 響（ときさか ひびき）
声 - 阿部敦
もう一人の主人公。鳴苑高校73期生男子。サックス奏者で吹奏楽部に所属。4月12日生。好きな食べ物は辛いもの。一人称は「僕」で、口調は柔らかめ。
神峰の良き理解者。ヴァイオリニストの姉がいる。サックスの腕前は天才的で、演奏により人の心を「掴む」ことができる（ただし本人にその自覚は無い）。心を閉ざしてしまった幼馴染であるモコの心を救うことができないと悩んでいたが、神峰との連携によってモコの心を取り戻すことに成功。その際、世界で指揮する神峰とサックスを吹く自分の未来を幻視したこともあり、神峰に持って生まれた目の能力の意味を諭すとともに、指揮者として吹奏楽部に勧誘する。
穏やかな物腰とは裏腹に熱血漢な面も併せ持つ。女子からの人気は高いが恋愛に関しては疎いらしく、先輩である歌林からの好意にも全く気付いていない。特技は金魚すくい。
心の形はキーガード（サックスの部品）。ただしモコの事になると頑固親父に変化することがある。
天籟WFで弾と出会い、彼に対抗心を燃やすようになる。神峰に対しては無条件の信頼を見せるが、姉から「指揮者と心中するのが友情だと思っているのか」と指摘され、ぶつかり合うことでより良い音楽を目指すスタイルに目覚める。コンクール西関東大会で弾に勝利する。
メイン楽器：アルトサックス、サブ楽器：ソプラノサックス、テナーサックス、バリトンサックス。

### 鳴苑高校 （めいえんこうこう）
本作の主要な舞台となる群馬県の県立高校。物語開始時点（2014年秋）で71期生が3年生（部活動は引退）、72期生が2年生、73期生が1年生（主人公達の学年）。

#### 吹奏楽部
本作の中心となるバンド。ここ数年、吹奏楽コンクール西関東大会で金賞を取りながらも全国大会には出場できないダメ金が続く、中堅の強豪。
刻阪や音羽を筆頭に優秀なバンドメンバーが多数在籍しているが、全国大会に対する意識の個人差故に誰も気付かない溝がメンバー間にできており、これが部全体において大きな問題となっている。
谺 夕子（こだま ゆうこ）
顧問であり指揮者。女性教師。9月15日生。好きな食べ物はパンケーキ。
刻阪が認めた神峰の才能を見極めるため、入部を許可するとともに、パートリーダー全員から指揮者として認められることを条件とした「テスト」を課す。サバサバした性格で、部員にも慕われる。楓によれば昔から「基礎を重視しすぎる」嫌いがある。結果、それぞれの個性が枠からはみ出た部員たちの能力も抑えられてしまう。常識人でもあるため、吹奏楽部員が抱えた様々な問題は、神峰が介入するまで放置されてしまう（下手に自分が手を加えて壊れるより時間が解決する方を選ぶ）。
最初は神峰の入部すら認めないが、天籟・竹風の合同練習で伊調が彼に注目したことから天籟WFで一曲振らせ、それ以降は本格的に彼を育成することを決意する。なお顧問としての個別指導は苛烈を極め、合宿でレッスンを受けた部員は一時的に老人かミイラと化していた。
心の形は多数の盾と槍によって守り固められた僧侶姿の本人。覚悟を決めた時、盾と槍は無くなり、祈りに変わる。
奏馬 俊平（そうま しゅんぺい）
部長。72期生男子。トランペットパート所属。12月8日生。好きな食べ物はそば。
人望が厚く気さくな性格で、当初から神峰をフォローする人物のひとり。
谺曰く「他の誰よりも、誠実と真心を持って人と接してきた」ことが理由で部長になる。神峰の入部を谺が断ろうとした際も口添えしたり、神峰が打樋を怒らせた際もフォローしたりする。
滅多に怒らないが、仲間のためには手を上げることもある。桜好きであり、花見に行くと性格が豹変する。幼稚園の先生を目指す。
パートリーダーである音羽の才能を前に、彼に勝てないという諦めの心を抱き、他のパートメンバーにもそれが伝染していた。神峰の言葉で自信を取り戻し、対等な心を持って音羽と演奏できるようになる。
心の形は表彰台の1位から2位に落ちるハートのモチーフ→青く輝く宝石を内包したハートのモチーフ。全国大会では和服を纏う本人の姿に変化し、律田定義に勝つ。
メイン楽器：トランペット、サブ楽器：フリューゲルホルン。
打樋 透（うてび とーる）
打楽器（パーカッション）パートリーダー。72期生男子。6月30日生。好きな食べ物は白米。
自他共に認める「打楽器バカ」で、パートメンバーからは「棟梁」の愛称で親しまれる。先代パートリーダーが目標で、彼のような細やかな対応を目指して奮闘するあまり、自分らしさを失ってしまっていた。神峰の対応でそのことに気付かされ、パートも一体感を取り戻す。以降は神峰を積極的にサポートするようになる。
心の形はねじり鉢巻きをした三面六臂のハートのモチーフ。西関東大会では雷神のような装束の本人の姿に変化し、叉山兄弟に勝利する。
目玉焼きはめんつゆ派。ケチャップをかけた歌林と口論になる。
メイン楽器：ティンパニ、ドラムセット、サブ楽器：パーカッション全般。
音羽 悟偉（おとわ さとい）
トランペットパートリーダー。72期生男子。11月6日生。好きな食べ物はガレット。
圧倒的な演奏技術を持ち、その技術力で他の部員を振り回すことから「暴君」の異名を持つ。何を考えているかわからない威圧感ゆえに恐れられトランペットパートから孤立していたが、その根底にあったのは「吹奏楽は大勢で演奏する方が面白い」「それなのに対等なセッションをしようとすると相手が潰れてしまう（あるいは、相手が最初から諦めて対等になろうとしてくれない）」ことによる孤独感だった。
大病院の院長である父親からの重圧で1度は退部するが、神峰の働きによって父親に部活復帰を認められ、トランペットパートにも受け入れられる。以降は神峰を積極的にサポートする（面白がって遊ぶ）人物となる。金銭力と行動力は部内一で、野球応援とアンサンブルコンテストのダブルブッキングをこなすために移動手段にヘリコプターを使うほど。特技はかたぬき。
心の形は圧倒的な存在感を放つ怪獣。しかしその核は無邪気な赤ん坊である。全国大会では龍のような姿に変化し、室節広大に勝利する。
メイン楽器：トランペット、サブ楽器：コルネット。
歌林 優菜（かりん ゆうな）
サックスパートリーダー。72期生女子。9月8日生。好きな食べ物は果物（特にグレープフルーツ）。
神峰が現れる前からコンクール全国金賞を目指す強い向上心の持ち主で、それゆえ他の部員たちとの意識のズレに悩む。突然現れた初心者の神峰を当初こそ快く思わないが、神峰の指揮者を目指す意志の強さや、神峰によって部員たちの心が一つにまとまっていく様を見て、徐々に神峰を指揮者として認めるようになる。神峰自身もよく分からないうちに攻略される。刻阪に好意を抱き、神峰が彼を連れ回すことで刻阪と会う時間（パート練習）が減ることに腹を立てる。刻坂への好意が分かりやすいので（神峰と刻阪以外の）部員のニヤけ顔をよく誘発する。
心の形は焼け焦げるほど燃え盛るハートのモチーフ。全国大会では天女のような装束の本人の姿に変化し、符波有愛に勝利する。
メイン楽器：アルトサックス。
御器谷 忍（みきたに しのぶ）
ファゴット・バスクラリネットパートリーダー。72期生男子。パートで唯一の上級生。11月28日生。邑楽とはイトコ同士で幼馴染。好きな食べ物は焼きまんじょう。
卑屈で自虐的な性格。音羽から「歩く音楽事典」と呼ばれるほどの音楽知識と、神峰が「アスリートのよう」と評するほどの肉体を併せ持つ努力家だが、周囲にはそれを隠す。過去のトラウマから自信を失い目立つことを恐れるが、向上心は失わず神峰の指揮により自分の全力を出し切ることで自信を取り戻す。全国大会では、神峰に言い寄って来た唄方 幸乃に女性と勘違いされた。力強い演奏で唄方 幸乃に勝利する。
心の形は薄っぺらなハートのモチーフで、しばしば自ら折れ曲がって小さくなる。周囲に機雷が設置されており、卑屈な精神が刺激されると起爆・誘爆する。
メイン楽器：バスクラリネット、サブ楽器：クラリネット。
邑楽 恵（おうら めぐみ）
クラリネットパートリーダー。72期生女子。3月17日生。御器谷とはイトコ同士で幼馴染。好きな食べ物は塩スイーツ。
勝気な性格だが、細かい気配りができ、音楽も音楽を好きな人も好きであるため、多くの女子部員たち（通称「邑楽派」）から慕われる、打樋曰く「陰のスーパー偶像（アイドル）」。
努力をしても報われない結果に諦観し、音楽が好きという心のまま向上心だけを切り捨て、報われない努力を続ける御器谷に苛立っていた。神峰の指揮で御器谷が昔の音を取り戻していくのを聴き、かつての向上心を思い出す。神峰の指揮権投票後は彼に対してツンデレ的な態度を取り、ピアノを教えたり弁当を作ったりしている。歌林同様わかりやすいため部員たちのニヤけ顔を引き出すこと多数。家庭的で、料理の献立も栄養バランスが良いため学食のおばちゃん達は邑楽派になっている。
心の形は部屋に閉じこもる小さな邑楽自身。部屋の崩壊とともに向上心を取り戻し、青空に果てしなく続く階段を登り始める。全国大会で神峰に寄り添い歩く事・階段をさらに登る事を決め、拍堂悠人に勝利する。
メイン楽器：クラリネット、サブ楽器：Ebクラリネット、ピアノ。
吹越 花澄（ふきこし かすみ）
フルートパートリーダー。72期生女子。愛称は「カスミン」。4月14日生。好きな食べ物はタルト。
かつては将来を嘱望されたフルート奏者だった。妹・聖月との確執から自分が勝つことで誰かが負けることを恐れ、「勝ち負けにこだわらず楽しみたい」と思うあまり、音楽を楽しむ心を失いつつあった。そのことを神峰に指摘され、天籟WFでは音楽を楽しむため戦うことを決意。全力の演奏を披露し、妹とも和解する。
心の形は砂時計の中に咲く花。戦いを決意したことで砂時計は割れ、花の形から戦女神の姿へと変化した。
メイン楽器：フルート、サブ楽器：ピッコロ。
木戸 雅（きど みやび）
オーボエパートリーダー。72期生女子。1月3日生。好きな食べ物はクラムチャウダー。
周囲の空気を読むことに長け、神峰曰く「多分どんな集団にも溶け込める」性格。どこにいても「要らない」と言われたことがないが、逆に「必要だ」と言われたこともないため、自分の存在意義に疑問を感じていた。居場所を取り繕うことに疲れて退部届を提出するが、神峰が仲間達から引き出した「木戸は吹奏楽部に絶対必要だ」という言葉によって部に留まる事を決意。俯瞰視点を生かしたコンサートマスターの素質を開花させる。
心の形は上空から見降ろしながら飛び続ける鳥。アンサンブルコンテスト以降、吹奏楽部を自らの羽を休める巣（居場所）に決める。
メイン楽器：オーボエ。
弦野 政彦（つるの まさひこ）
コントラバスパートリーダー。73期生男子。パートリーダーの中で唯一、神峰と同学年。8月13日生。好きな食べ物は焼肉。
吹奏楽に拘らず様々なジャンルの音楽を取り入れ自分の音楽を追求する向上心の持ち主。掛け持ちしているロックバンド「ボンジャン・カーヴズ」の活動で部を欠席することが多い。「ベース楽器があれば指揮者は要らない」という信条の持ち主。口癖は「真摯に」。楽器とセットで人の名前を覚え、顔は覚えない。
自身の演奏で他の奏者を導けると考え、神峰の指揮には賛成も反対もしていなかった。神峰が刻阪とぶつかりながら音楽を磨き上げていくさまや、常識に捉われない神峰の指揮を目の当たりにし、「神峰のような指揮者なら」と、その必要性を認める。全国大会では詩村京也に対し、「（自分が刀なら）指揮者は砥石」「奏者一人では勝てない」と伝え、演藤と共に勝利する。
心の形は威圧感のある日本刀、あるいはそれを鍛える刀匠。葛藤時には「演奏者としての弦野」「指揮者としての弦野」を表わす弦野自身の姿をとることもある。
メイン楽器：コントラバス、サブ楽器：エレキベース、フレットレスベース、アップライトベース。
金井淵 涼（かないぶち りょう）
トロンボーンパートリーダー。72期生男子。7月26日生。好きな食べ物は天ぷら。
反神峰派の筆頭とも言うべき人物。生真面目な性格。神峰の指揮に「何も感じなかった」と言い放ち、神峰の天籟WFの指揮権を巡る投票では反対票を入れ、WF後も彼には冷淡に接していた。
管崎兄妹・星合・川和とは同じ中学の出身。幼少時はピアニストだったが、同じくピアニストの管崎咲良にあらゆる場面で負け続け、彼の勧めで中学からトロンボーンを始める。当初は反発していたものの徐々にトロンボーンの才能が開花し、咲良とも親友のような関係を築いていたが、自身の過失で起きた事故により咲良が両腕麻痺の後遺症を負ってしまう。以来、咲良に会いに行くこともなく、「咲良の代わり」として当時5人で奏でていた「桜の音」を完成させることだけを目標に生きてきた。しかしそれは咲良と金井淵自身の両方を蔑ろにする行為であると神峰に指摘され覚醒。「桜の音」を実現し、咲良とも和解する。以降は卓越した音感に基づく「正解の音」を武器に神峰に協力するようになる。
心の形は地の底まで続く立坑とエレベーター。咲良のことがよぎると停電する。立抗内部にはピアニスト時代の複雑な心境や、咲良の事故に対する罪の意識などがさまざまな形をとって存在し、最深部のカプセルには「咲良がいてくれたら」という思いの具現＝ピアニスト姿の咲良が封じられている。
神峰の仲間になってからは、仮面を付けタキシードを着た金井淵自身の姿で表わされる。コンクール県大会で曲山・クリストファー・晴海に勝利する。
メイン楽器：テナーバストロンボーン、テナートロンボーン。サブ楽器：バストローンボーン。
星合 美子（ほしあい よしこ）
ユーフォニウムパートリーダー。72期生女子。1月26日生。好きな食べ物はヨーグルト。ショートヘアの少女。
やや気が強い性格。毅然とした発言が多い。幼馴染の管崎舞が共感覚に苦しむ心を痛め、彼女の助けようにも心を開いてくれないことに無力感を覚えるが、優しさゆえに強く踏み込むことはできずにいた。5人が離れていくのを感じており涙ながらに神峰に助けを求める。神峰の指揮によって「退かずに寄り添い続ける勇気」を出し、舞と心を通じ合わせた。
心の形は、ぼろ布を身に纏った星合自身。閉ざされた扉をノックし続けていたが、勇気を出すことにより扉をこじ開けて舞と心を通わせる。全国大会で譜久原真由子に勝つ。
メイン楽器：ユーフォニウム、サブ楽器：バリトンホーン。
管崎 舞（かんざき まい）
ホルンパートリーダー。72期生女子。10月2日生。好きな食べ物はベイクドチーズケーキ。
少々気弱で引っ込み思案な性格。双子の兄・咲良から受け継いだ「音を聴くと匂いを感じる」嗅覚の共感覚の持ち主。制御できない共感覚に苦みつつ、星合達を想う優しさゆえに一人で痛みを背負い込もうとしていた。神峰の指揮によって「助けを求める勇気」を出し、星合と心を通じ合わせる。
心の形は鎖（＝共感覚）によって全身が桜の幹に縛り付けられた舞自身。共感覚を受け入れてからは桜から解放されて妖精のような姿になり、葉桜となった樹に寄り添う。全国大会で聴川和樹に勝つ。
メイン楽器：フルダブルホルン、サブ楽器：シングルホルン、セミダブルホルン。
川和 壬獅郎（かわわ じんしろう）
チューバパートリーダー。72期生男子。11月18日生。好きな食べ物はチャーハン。
冷静沈着かつ現実主義を思わせる言動が多く、星合や舞には桜の音を諦めて現実を見るよう諭す。変化を恐れ現状維持を望むあまり、心に湧き上がる希望を押し殺し続けていたが、神峰によって本当の望み（5人が笑いながら演奏できる未来）を露わにする。その後、神峰の要請を受け咲良をスプリングコンサートに連れてくるなど協力に転じる。
心の形はチェーンソー、あるいはそれを持った川和自身。次々に芽生える樹（＝希望）を斬り倒し続けていたが、神峰の指揮によって樹に彫刻することで「本当の望み」を示した。
メイン楽器：チューバ、サブ楽器：スーザフォン。
滝田（たきた）
打楽器パート所属。73期生女子。グロッケンシュピール→スネアドラム担当。
打楽器パートの一体感の無さの原因に気付いていたが、メンバー想いの打樋を気遣って言えずにいた。
今金（いまかね）
打楽器パート所属。73期生男子。スネアドラム→グロッケンシュピール担当。
滝田と同じ悩みを抱えていたが、神峰の提案により問題を解消する。
伊勢崎（いせざき）、九能（くのう）
ともにオーボエパート所属。73期生男子。
野球部員の多田・安とは小学校からの腐れ縁であり基本的に仲が悪い。作者のデビュー作『アンサンブル』に同名のキャラクターが登場する。
久住 智香（くすみ ともか）
ホルンパート所属。73期生女子。8月31日生。好きな食べ物は鮭おにぎり。
音羽とのセッションで心を潰されかける。その後も音羽に苦手意識を持っており、黒条に悪用されかけたところを神峰に救われる。
心の形は一般的なハートのモチーフだが、全国大会では管崎舞同様に背中に羽根のある妖精のような姿で登場する。
吉川 佳苗（よしかわ かなえ）
ユーフォニウムパート所属。73期生女子。5月20日生。好きな食べ物はうどん。
久住と同じ中学の出身。
演藤 さやか（えんどう さやか）
コントラバスパート所属。74期生女子。3月27日生。好きな食べ物はくるみパン。
金井淵ら金管パートリーダー達の中学時代の共通の後輩。神峰達の1学年下であり、物語中盤で鳴苑高校に入学してくる。アンサンブルコンテスト中学の部で全国大会に出場したほどの実力の持ち主。入部当初は初心者の神峰が指揮をすることに反発しつつもひとまず負けを認め、パートリーダーである弦野と「神峰叩っ斬る同盟」を結成した。ただし演奏面では弦野と方針が正反対であるためしばしば衝突する。
中学時代に金井淵ら5人の「春よ、来い」の演奏を聴いて感激しており、神峰にそれを伝える。スプリングコンサートにおいて神峰らが同曲で「桜の音」を成し遂げた時には、「帰って来た、私のあこがれ」と泣いた。
コンクール全国大会で弦野と共に詩村京也に勝利する。
心の形は一般的なハートのモチーフだが、全国大会では弦野同様に刀を携えた本人の姿で登場した。
メイン楽器：コントラバス。
飯島 亮輔（いいじま りょうすけ）
打樋の先代打楽器パートリーダー。71期生男子。9月25日生。好きな食べ物は漬け物。
打樋の尊敬する人物。気さくな性格。
メイン楽器：スネアドラム、サブ楽器：打楽器全般。

#### 野球部
八木（やぎ）
主将。センバツ高校野球初戦の応援演奏の指揮を神峰に依頼する。
多田（ただ）、安（やす）
ともに73期生男子。
オーボエパートの伊勢崎・九能とは小学校からの腐れ縁。やる気が無く練習にも身が入らないが、伊勢崎らの演奏を聞いてからは心を入れ替えて練習に励み、センバツ高校野球のレギュラーに選ばれる。

#### その他
滝沢 桃子 （たきざわ ももこ）
声 - 内山夕実
刻阪の幼馴染の少女。ニックネームは「モコ」。5月13日生。好きな食べ物はパスタ。
ボーカリストを目指して刻阪とともに練習に励むが、突然声が出なくなり心を閉ざす。「治りたい」という気持ちをなくしてしまったため、治療の目途が立たないまま音羽ヶ丘病院に入院していた。神峰の指揮する刻阪の演奏を聞いて「歌いたい」という気持ちと声を取り戻し、年末のロックフェスでボーカルとして復帰を果たす。4月から鳴苑高校74期生として入学（吹奏楽部員ではない）。
心の形は人魚の姿をしたセイレーン。当初は、暗い海の底に沈む氷漬けの船の残骸の中に閉じ込められていた。

### 竹風高校（たけかぜこうこう）
群馬県の高崎市立高校。創部4年目の新興勢力。創部2年目まではコンクール県大会銅賞に終わっていたが、鋭一が指揮した2013年度は県大会金賞、2014年度は西関東大会進出と躍進した。部員数は30人程度。天籟WF出演校。
伊調 鋭一（いちょう えいいち）
学生指揮者。神峰と同学年の男子。2月11日生。好きな食べ物は魚料理。
絶対音感と「色聴」の共感覚を持ち、竹風高校を県大会金賞に導いた。世界的指揮者である伊調剛健の孫であり、幼少から音楽を叩き込まれたサラブレッドとして名高い。人の声をメロディにして伴奏を付ける癖がある。
自分が「視える」以上の具体的な視覚イメージを口にした神峰を「自分よりも鋭敏な共感覚の持ち主」と解釈し、ライバル視する。神峰に勝つためだけに下無高校吹奏楽部のアドバイザーを引き受けた。
心の形はピアノの鍵盤に囲まれた音符模様のハートのモチーフ。神峰曰く「音楽無しでは成り立たない危うさ」があり、天籟WF後には半ば黒く染まる・奇妙なハコの中に心を閉ざすなどの描写がされる。西関東大会直前に黒条によって心を「食われ」、音楽への興味を失いかけるが、神峰の指揮による鳴苑の演奏により再起する。
メイン楽器：指揮棒、サブ楽器：ピアノ。
律田 定義（りった さだよし）
吹奏楽部部長。チューバ担当の男子。6月18日生。好きな食べ物はメンチカツ。
常に目を瞑っている（もしくはそう見えるほど目が細い）。生真面目で厳格な口調だが、ウィンドフェス打ち上げで奏馬と盛り上がったり、校内の刻阪ファンが倍に増えたことをキョクリス先輩と嘆いたりと、ノリの良い人物でもある。
メイン楽器：チューバ。
譜久原 真由子（ふくはら まゆこ）
吹奏楽部副部長。ユーフォニウム担当の女子。4月5日生。好きな食べ物はランブータン。
長らく本名が判明していなかったが、最終巻にて判明。バウムクーヘンを自作できる。
メイン楽器：ユーフォニウム。
黒条 善人（くろじょう よしひと）
神峰の1学年下の男子。神峰と同じく心が「見」える少年。他人の心を黒く染めることを生きがいとしている。当初は鳴苑高校74期生として登場し、吹奏楽部にも入部するが、後に竹風高校の生徒であることが判明。竹風に移り指揮者（伊調）補佐の座に就く。好きな食べ物はいちご。
神峰とは逆に、他人の心を積極的に壊そうとする。幼少期は金井淵涼と同じピアノ教室におり、金井淵と管崎咲良が接触すればがいつか拗れると予測した上で二人が信頼関係を持つように仕向けていた。神峰と出会い、「彼と潰しあうために音楽に出会った」とピアノを弾く意味を見い出す。
伊調の心を潰すことで竹風乗っ取りを試みるが、神峰に音楽で負けた後、伊調の再起により神峰に畏怖を覚えると共に、自らの言葉に心を「食われ」物語から姿を消した。
心の形は光すら飲み込むブラックホール。
聴川 和樹（きくかわ かずき）
神峰の1学年下の男子。トロンボーン担当→ホルン担当。10月29日生。好きな食べ物はハンバーガー。
アンサンブルコンテスト中学生の部にて伊調に実力を認められ、竹風にスカウトされる。伊調に「君が向いているのはホルン」と言われ、入学後にホルン担当に転向する。半年で全国大会出場を果たす。
メイン楽器：ホルン、サブ楽器：トロンボーン。

### 天籟高校（てんらいこうこう）
群馬県の私立高校。吹奏楽コンクールで3年連続全国大会金賞を達成している絶対王者。「どこまでも観客のため」をモットーとして演奏を行う。天籟WF主催校。
田丸（たまる）
吹奏楽部顧問兼指揮者。中年の男性教師。
重松 宏（しげまつ ひろし）
吹奏楽部部長。サックス担当。弾の幼馴染。神峰より1学年上の男子。12月22日生。好きな食べ物はカレーライス。
通称「ミスター平均点（アベレージ）」だが、刻阪曰く「平均点が全国レベル」。
何の取り柄もなく部員からは「ミスター平均点（アベレージ）」と呼ばれている。だが、その「平均点」がどこをとっても全国レベル。彼から言わせれば「平均点は上げるもの」らしい。個人で光るスタープレイヤーは決して多くないものの全体のレベルが最高水準の天籟を、そのまま体現したような男。常識人。天然な弾の保護者的な役回りになることもある。
メイン楽器：アルトサックス、サブ楽器：テナーサックス。
弾 徹也（だん てつや）
サックス担当。神峰と同学年の男子。5月1日生。好きな食べ物は鳥めし。
高校に入って吹奏楽を始めたという経験の浅さながら、その実力は刻阪に「天籟の核」と評される。神峰達が天籟を訪れた時はボストンに留学しており不在。訛りの強い群馬弁を話す。中学時代は陸上部に所属していたが足を故障したため引退し、高校入学時に幼馴染の重松に誘われて天籟吹奏楽部に入部した。「音を聴くと風を感じる」触覚の共感覚の持ち主。同じく吹奏楽経験の浅い神峰にシンパシーを感じ、刻阪より自分と組んだ方が良いと言い放って刻阪の闘争心に火をつける。
心の形は、足にバネを装備したランナー。失敗や挫折をバネに変え、大きく飛躍できる強靭な精神を表している。
メイン楽器：テナーサックス。
琴城 柚子（きんじょう ゆず）
オーボエ担当。神峰と同学年の女子。1月14日生。好きな食べ物はお母さんが作るお弁当。
引っ込み思案なのか、ややもじもじしながら話す。演奏面では弾のブースター役となる描写がある。
メイン楽器：オーボエ、サブ楽器：イングリッシュホルン。
心の形はローマ神話風の女神か精霊のような姿の本人。

### ソニトゥス学院高校（ - がくいんこうこう）
群馬県の私立高校。通称ソニ学。吹奏楽部のコンクール成績は前年度が西関東大会銀賞、前々年度は全国大会出場。「結果がすべて」の理念に基づき、賞レースにしか参加せず、定期演奏会では入場料を貰って反響という結果を出す。天籟WF出演校。
吹越 聖月（ふきこし みづき）
フルート担当。神峰と同学年の女子。3月9日生。好きな食べ物はミルクレープ。
吹越花澄の妹。「音を聴くと味を感じる」味覚の共感覚を持ち、コンクールでも様々な賞を獲得している。幼い頃から姉を目標に頑張ってきたが、自身のフルート奏者の進退を掛けたコンテストで姉に手を抜かれたことで敵愾心を抱く。天籟WFにおいて神峰の指揮で過去以上の演奏をした姉を見て和解し、再び姉を目指すようになる。副部長。
メイン楽器：フルート。
心の形は団扇を煽いでいるハートのモチーフ。姉との和解後は文字通りライバル心に火がつく。コンクールでは両手に扇子を持つ中華服の本人の姿に変化した。
曲山・クリストファー・晴海（きょくやま・クリストファー・はるみ、Harumi Christopher Kyokuyama）
トロンボーン担当。神峰より1学年上の男子。日本人とアメリカ人のハーフ。8月21日生。好きな食べ物はぬれせんべい。
通称キョクリス（先輩）。他校生にもその呼び名で浸透しており、日本の言葉の略し方がダサいと嘆く。トロンボーンの実力は「金井淵先輩並みに上手い」と評され、ソニ学の「核」となる。音高を自由に設定できるトロンボーンにおいてただ一点の「正解の音」を叩き出す金井淵に対し、「音と音の間にも無限の点がある」ことがトロンボーンの強みであると考えている。神峰にトロンボーンの良さを説いたり、彼がロックバンドのメンバーを募った際に参加したりと、神峰との仲は学園の枠を超えて良好。
メイン楽器：テナーバストロンボーン、サブ楽器：テナートロンボーン、バストロンボーン。
心の形は戦隊もののヒーローのような姿の本人。

### 群馬県外の高校の人物
叉山 一誠（さやま いっせい）
埼玉誉高等学校吹奏楽部。パーカッション担当。神峰と同学年の男子。6月18日生。好きな食べ物はたこ焼き。
クラシック好き。弟と共に、中学時代から高等部の吹奏楽部に参加するほどの実力者。心の形は船舶守護神カストル。
叉山 捷（さやま さとし）
一誠の双子の弟。6月19日生。埼玉誉高等学校吹奏楽部。パーカッション担当。神峰と同学年の男子。好きな食べ物はお好み焼き。
ロック好き。音楽の趣味は兄と正反対だが、演奏の息はぴったり。右眉の上に傷がある。心の形は船舶守護神ポルックス。
室節 広大（むろふし こうだい）
吹奏楽コンクール関西代表、兵庫県立下無（しもむ）高等学校吹奏楽部。トランペット担当。神峰と同学年の男子。7月3日生。好きな食べ物は納豆。
竹風との合同練習の際、伊調にアドバイザーとして下無の指導を依頼する。心の形は狼。下無を全国大会に初出場に導き、全国大会では最後まで音羽にくらいつく。
メイン楽器：トランペット。
符波 有愛（ふなみ ありあ）
吹奏楽コンクール東関東代表、双調（そうじょう）高等学校吹奏楽部。サックス担当。3月30日生。出場した全てのコンクールで全国金賞を獲う「ラッキーガール」。好きな食べ物はパングラタン。語尾が「にゃ」行になるのが特徴。
メイン楽器：テナーサックス。
拍堂 悠人（ひょうどう はると）
吹奏楽コンクール東京代表、黄鐘（おうしき）高等学校吹奏楽部。クラリネット担当。7月11日生。邑楽の心を自分の演奏で射止めようとする。好きな食べ物は中華料理。「（自分の辞書に）○○の文字は無い」が口癖だが、邑楽に「それって自分には何もないってことでしょ」と看破される。
メイン楽器：B♭クラリネット。
唄方 幸乃（うたかた ゆきの）
吹奏楽コンクール北海道代表、呂旋（りょせん）高等学校吹奏楽部。バスクラリネット担当。4月28日生。色気のある女子。御器谷を女性と勘違いし、スカートを穿かせようとする。
好きな食べ物はエッグスラット。
メイン楽器：バスクラリネット、サブ楽器：クラリネット。
詩村 京也（しむら きょうや）
吹奏楽コンクール東海代表、断金（たんぎん）高等学校吹奏楽部。コントラバス担当。6月4日生。趣味は釣り。好きな食べ物は寿司。
弦野とは以前からの知り合いらしくライバル視している。コントラバスで断金（たんぎん）高等学校吹奏楽部の指揮者から主導権を握った。スプリングコンサートで伊調剛健に認められる。
メイン楽器：コントラバス、サブ楽器：エレキベース。

### その他の人物
音羽（おとわ）
音羽悟偉の父親。音羽ヶ丘病院院長。モコの主治医。
息子の悟偉に対して医業を継ぐことを期待しており1度は部を辞めさせるが、神峰の指揮による演奏に心を動かされ、「全国大会で最優秀の結果をおさめること」を条件に悟偉吹奏楽継続を許す。神峰の要請で、塞ぎ込んだ鋭一の元を訪れる。
心の形はライオン。断崖絶壁の上に立ち、谷底にいる息子の心を見下ろす描写がある。
伊調 剛健（いちょう ごうけん）
伊調鋭一の祖父。世界的指揮者。通称「世界のイチョウ」。7月9日生。好きな食べ物はフライドチキン。
普段は気まぐれかつ飲んだくれ、指揮も我儘千万だがそれでも最高の音を引き出せる。また、期待している人には厳しく、普段からは想像できないほどキツいダメ出しを行う。鋭一曰く「実力を見込んだ者には厳しく当たる」。神峰に期待を寄せており、天籟ウィンドフェスで見せた彼の指揮に「グッドじゃない。最高（ファンタスティック）！」と称賛を送った。鋭一の危うさに気付いており、神峰に鋭一の前に立ちはだかってくれと頼む。黒条によって一時危篤になるが、後に意識を回復する。
心の形は森羅万象。全体像が掴めない。「一見自分勝手にも思えるが確固たる世界を持つ指揮」を表している。
メイン楽器：指揮棒。
刻阪 楓（ときさか かえで）
刻阪響の姉。ヴァイオリン奏者。12月24日生。好きな食べ物はかぼちゃの煮物。
プロのヴァイオリニストとして西洋諸国で活動している。弟である響に似て理論より感性で行動するタイプ。弾に闘争心を燃やす響にサックスのレッスンを行い、弦野の存在に悩む神峰にも指揮者のあり方を説く。谺の音楽大学時代の3学年下の後輩。
メイン楽器：ヴァイオリン。
管崎 咲良（かんざき さくら）
管崎舞の双子の兄。ピアニスト。10月2日生。好きな食べ物は和梨。
幼い頃から各所コンテストを総舐めにしていた天才ピアニスト。伸び悩む金井淵に「お前の音は聴いててしんどい」「ピアノが向いてない」と言ってトロンボーンを勧めた。当時は嗅覚の共感覚を持っており、金井淵・星合・川和・舞と5人で最高の音楽＝「桜の匂いのする音」を目指していたが、金井淵との些細な言い争いがきっかけで交通事故に遭ってしまう。それにより共感覚と両腕の感覚を失い、諦めと絶望で倒れかけるも、後に神峰の指揮によって「演奏者としての自分」を蘇らせる。スプリングコンサートには学外者ながら歌で参加。3年間動かなかった片腕が動き、5人の絆を取り戻す。その後は音羽ヶ丘病院のリハビリセンターでリハビリ中。
心の形は砂遊びをする得体の知れない何か。砂山の下には演奏者としての咲良自身が殺され埋められていたが、神峰の指揮で復活する。
メイン楽器：ピアノ、サブ楽器：エレクトーン、チェンバロ。
西口 実理（にしぐち みり）
咲良が入院中に知り合った少女。2月24日生。好きな食べ物はプリン・ア・ラ・モード。
神峰の1学年下。失明の危機にあり音羽ヶ丘病院に何年も通っている。目の手術を受ける勇気が持てず、咲良との出会いで不安を落ち着かせると同時に手術から逃げることを正当化していた。演奏者として戦う咲良の姿から逃げない勇気を教わり、手術を決意する。
心の形は恐怖と不安を積み上げた果てしなく高い塔。頂上では実理自身が塔を高くし続けていたが、塔の崩壊とともに地上に降り立った。
邑楽 尊（おうら たける）
邑楽恵の弟。小学生。
やや内向的な性格で、いつも幼馴染の下平美和に引っ張られる形で行動する。美和が引っ越しのため蛍祭りのパレードに参加できなくなり、その代理で指揮者を務めることを機に前進を決意する。

## 用語
ダメ金（ダメきん）
吹奏楽コンクールにおいて、金賞ではあるが代表枠には入れず上位大会に進めないこと。鳴苑高校はここ数年、西関東大会ダメ金が続く。
三出制度（さんしゅつせいど）
全日本吹奏楽コンクールにおいて、3年連続で全国大会金賞を受賞した団体は翌年出場できない制度。現実のコンクールでは2013年度で廃止されており、作中でもそれに沿った描写がされる。
共感覚（シナスタジア）
ある刺激に対して2つ以上の感覚が生じる事象。作中の共感覚は現実の共感覚とはやや異なり、2つの感覚の間に一定の脈絡がある（演奏が素晴らしいほど豊かな色彩が見えるなど）。作中では伊調が「音を聴くと色が見える（色聴）」、聖月が「音を聴くと味を感じる」、舞が「音を聴くと匂いを感じる」、弾が「音を聴くと風を感じる」共感覚を持つ。過去には咲良も舞と同じ嗅覚の共感覚を持っていた。
天籟ウィンドフェス（てんらいウィンドフェス、TENRAI WIND FESTIVAL）
毎年12月に天籟高校主催で行なわれる、群馬県内の強豪校4〜5校による演奏会。略称は「天籟WF」。
今回は鳴苑高校、竹風高校、ソニトゥス学院高校が招待された。表向きでは懇親を兼ねた切磋琢磨の場だが、その後の観客投票によって実力差がはっきり出るため、地区コンクールの前哨戦とされる。第1部はその年のコンクールで演奏した自由曲をやるのが通例。
音羽ヶ丘病院（おとわがおかびょういん）
モコの入院先の病院。悟偉の父親が院長を務める。鳴苑高校の近くにある。
吹奏楽ジャーナル
吹奏楽を扱った雑誌。略称は「吹ジャ」。
作中の吹奏楽部員には広く浸透している。刻阪や音羽が記事に取り上げられたことがあり、音羽は表紙を2度飾った。
虹
神峰や伊調が目指す、指揮者・演奏者・観客の全てを魅了する演奏の最高到達点の表現。伊調率いる竹風高校は完璧に整えられた7色の虹を表現するが、「虹は7色ではない」と感じる人達が見ると、物足りなく感じたり、余計な表現が混ざっている違和感が生まれてしまう。それに対し神峰率いる鳴苑高校はそれぞれの人が完璧だと思う、見る人によって姿が変わる虹を表現する事で勝利する。

## 曲目一覧
作品中に登場する曲目の一覧。ここでは作中で演奏シーンの描写があるもののみ挙げる。楽器の表記は一般的な略称に準拠。

|  | 神峰が指揮する曲 |

| 曲名                                          | 作者                                     | 演奏回 （op.） | 編成等 |
| --------------------------------------------- | ---------------------------------------- | -------------- | --- |
| 青春の輝き                                    | カーペンターズ                           | 2              | 文化祭イベント「未成年の主張」で、刻阪が神峰のために演奏 |
| トランペット吹きの休日                        | ルロイ・アンダーソン                     | 7 - 8          | 音羽の部活復帰を賭け、刻阪とTpパート、打樋が演奏 1st Tp：音羽、2nd Tp：奏馬、S.Sax（3rd Tpの代替）：刻阪、Xylo：打樋                                                            |
| 吹奏楽のための木挽歌                          | 小山清茂                                 | 14 - 15 20     | 天籟WFの指揮権を賭けた演奏で神峰が選曲し、天籟WF第2部でも鳴苑が演奏する 編成はPicc・Fl：吹越、Timp：打樋、B.Cl：御器谷など 神峰の申し出で、冒頭のT.Sax独奏は刻阪が担当          |
| くるみ割り人形より「葦笛の踊り」              | P・チャイコフスキー                      | 19             | 天籟WF第2部でソニ学が演奏 フルートが活躍する曲で、聖月が姉と勝負するため顧問に無理を言って入れる                                                                                |
| カルミナ・ブラーナ                            | K・オルフ                                | 20             | 天籟WF第2部で竹風高校が演奏。鋭一の指揮により、奏者数30人とは思えない荘厳さを誇る                                                                                               |
| エル・クンバンチェロ                          | R・エルナンデス                          | 21 22 - 24     | 天籟WF第3部で竹風・鳴苑が演奏 神峰と鋭一の直接的な指揮対決となる |
| ディズニーメドレー                            |                                          | 24             | 天籟WF第3部で天籟が演奏。圧倒的な実力を見せつける |
| ハリウッド万歳                                | リチャード・A・ホワイティング （英語版） | 26             | 天籟WF打ち上げパーティーで合同即興バンドが演奏 A.Sax：刻阪、T.Sax：弾、Tp：音羽、Fl：聖月、Tb：曲山、Tub：律田、他 指揮は谺の予定だったが、参加者たちの意向により神峰が担当する |
| 森のスケッチ                                  | マクダウェル                             | 29 - 30        | アンサンブルコンテスト県大会で鳴苑木管六重奏が演奏 Fl：吹越、Ob：木戸、Cl：邑楽、A.Sax：歌林、T.Sax：刻阪、B.Cl：御器谷                                                         |
| チャルダッシュ                                | ヴィットーリオ・モンティ                 | 33             | 刻阪楓が神峰と響へのレッスンで使用 |
| Diamond In Your Heart                         | 東京スカパラダイスオーケストラ           | 34 - 36        | 年末ロックフェスで神峰達が演奏 Fl：吹越、T.Sax：刻阪、Tp：音羽、Tb：キョクリス、Cl&Key：邑楽、Vo&Gt：モコ、Bs：弦野、Dr：打樋                                                   |
| Sing, Sing, Sing                              | ルイ・プリマ                             | 34 - 36        | 年末ロックフェスで神峰達が演奏 Fl：吹越、T.Sax：刻阪、Tp：音羽、Tb：キョクリス、Cl&Key：邑楽、Vo&Gt：モコ、Bs：弦野、Dr：打樋                                                   |
| Some Skunk Funk                               | ランディ・ブレッカー                     | 34 - 36        | 年末ロックフェスで神峰達が演奏 Fl：吹越、T.Sax：刻阪、Tp：音羽、Tb：キョクリス、Cl&Key：邑楽、Vo&Gt：モコ、Bs：弦野、Dr：打樋                                                   |
| 風紋                                          | 保科洋                                   | 34 - 36        | 年末ロックフェスで神峰達が演奏 Fl：吹越、T.Sax：刻阪、Tp：音羽、Tb：キョクリス、Cl&Key：邑楽、Vo&Gt：モコ、Bs：弦野、Dr：打樋                                                   |
| アイデンティティ                              | サカナクション                           | 39             | 鳴苑吹奏楽部がセンバツ出場した同校野球部のために演奏 |
| RPG                                           | SEKAI NO OWARI                           | 39             | 鳴苑吹奏楽部がセンバツ出場した同校野球部のために演奏 |
| プレリュード、バラードと祝典                  | 和田直也                                 | 40             | アンサンブルコンテストで鳴苑金管六重奏が演奏 1st Tp：音羽、2nd Tp：奏馬、Hr：管崎、Tb：金井淵、Euph：星合、Tub：川和                                                            |
| イーナの歌                                    | フィリップ・スパーク                     | 50             | 星合が部活の休憩中に舞に向け演奏 |
| 勇気のトビラ                                  | 高橋宏樹                                 | 59             | 合奏練習で神峰が谺に交代を申し出て指揮 |
| 最果ての城のゼビア                            | 中西英介                                 | 60             | スプリングコンサートで鳴苑高校が1曲目として演奏 |
| 春よ、来い                                    | 松任谷由実                               | 61             | スプリングコンサートで鳴苑が2曲目として演奏 Hr：管崎舞、Tb：金井淵、Euph：星合、Tub：川和、Vo：管崎咲良、Pf：神峰                                                               |
| コンサートマーチ「青葉の街で」                | 小林武夫                                 | 63 - 64        | 吹奏楽コンクールでソニ学が課題曲として演奏 |
| きみは林檎の樹を植える                        | 谷地村博人                               | 63 - 64        | 吹奏楽コンクールで鳴苑が課題曲として演奏 |
| 吹奏楽と打楽器群のための神話 〜鳥之石楠船神〜 | 片岡寛晶                                 | 68             | 吹奏楽コンクールで埼玉誉が自由曲として演奏 |
| 華麗なる舞曲                                  | クロード・トーマス・スミス               | 68 - 74        | 吹奏楽コンクールで鳴苑が自由曲として演奏 |
| 翠風の光                                      | 長生淳                                   | 69 - 71        | 吹奏楽コンクールで天籟が自由曲として演奏 |
| 海の男達の歌（船乗りと海の歌）                | ロバート・W・スミス                      | 75             | 吹奏楽コンクールで竹風が自由曲として演奏 |
| ルイ・ブルジョアの讃美歌による変奏曲          | クロード・トーマス・スミス               | 77 - 78        | 吹奏楽コンクールで下無が自由曲として演奏 |
| 交響詩《海》より                              | クロード・ドビュッシー                   | 81             | 吹奏楽コンクールで双調が自由曲として演奏 |
| ラッキードラゴン〜 第五福竜丸の記憶           | 福島弘和                                 | 82             | 吹奏楽コンクールで黄鐘が自由曲として演奏 |
| パイレーツオブカリビアンより                  | －                                       | 83             | 吹奏楽コンクールで呂旋が自由曲として演奏 |
| マゼランの未知なる大陸への挑戦                | 樽屋雅徳                                 | 84             | 吹奏楽コンクールで断金が自由曲として演奏 |

## 読切版
本作のプロトタイプ。『少年ジャンプNEXT!』2012 AUTUMN掲載。単行本8巻収録。連載版OP.1とほぼ同じストーリー展開だが、細かい設定が異なる。本節では相違点のみ記載する。
- タイトルロゴが若干変更されている。
- 季節設定は春で、神峰と刻阪が初めて出会う場所は屋上ではなく月例演奏会。
- モコが登場せず、救い出す対象は刻阪の姉。その心の形は「錠前で固く閉ざされた箱」。
- 刻阪に勧誘された神峰が吹奏楽部への入部を快諾する場面で終わる。

## 担当編集者
1. 金成圭[1]

## 企画展開
鳴苑ジャーナル
『週刊少年ジャンプ』上で行われた特集ページ。一部は単行本収録。
2013年33号より不定期に本作の解説や四コマなどが掲載された。2014年20号のリニューアルで週刊掲載に移行し、作曲家・宮浦清による楽器解説とプレゼント企画が行われた。2014年31号に本作が移籍したため終了した。
人気コンビ投票
『ジャンプLIVE』（集英社）2号で実施。投票で選ばれたコンビのカラー四コマ漫画が配信された。結果と四コマ漫画は単行本4巻収録。
人気投票
『週刊少年ジャンプ』2014年24号告知。『少年ジャンプNEXT!!』2014 vol.4で結果が発表された。

## メディア展開

### ヴォイスコミック
ヴォイスコミック「VOMIC」（集英社）が2014年2月にジャンプ専門情報番組『サキよみ ジャンBANG!』（テレビ東京）にて放送、同年3月からVOMIC公式サイトで配信された。

### 小説版
SOUL CATCHER(S) ─Interlude─ 「鳴苑高校吹奏楽部冬合宿報告書」
2014年11月に発売。同日発売のコミックス7巻と繋がる表紙仕様。
SOUL CATCHER(S) ─Interlude─ act.2「過ぎゆきて春」
2015年6月に発売。同日発売のコミックス8巻と繋がる表紙仕様。
SOUL CATCHER(S) ─Interlude─ act.3「有終のカルナバル」
2016年3月に発売。同日発売のコミックス11巻と繋がる表紙仕様。

## 書誌情報
全て集英社発行。

### 漫画本編
- 神海英雄 『SOUL CATCHER(S)』 〈ジャンプ・コミックス〉、全11巻
  1. 「青春の輝き」2013年9月7日第1刷発行（9月2日発売[集 1]）、ISBN 978-4-08-870824-9
  2. 「吹奏楽器が歌う音調」2013年11月6日第1刷発行（11月1日発売[集 2]）、ISBN 978-4-08-870856-0
  3. 「You Are Not Alone」2014年2月9日第1刷発行（2月4日発売[集 3]）、ISBN 978-4-08-880008-0
  4. 「世界変革の時」2014年4月9日第1刷発行（4月4日発売[集 4]）、ISBN 978-4-08-880045-5
  5. 「闘う者達」2014年6月9日第1刷発行（6月4日発売[集 5]）、ISBN 978-4-08-880073-8
  6. 「星の舞う庭」2014年8月9日第1刷発行（8月4日発売[集 6]）、ISBN 978-4-08-880154-4
  7. 「Still We Go」2014年11月9日第1刷発行（11月4日発売[集 7]）、ISBN 978-4-08-880213-8
  8. 「美しき人間の日々」2015年6月9日第1刷発行（6月4日発売[集 8]）、ISBN 978-4-08-880276-3
  9. 「レジリエンス」2015年10月8日第1刷発行（10月3日発売[集 9]）、ISBN 978-4-08-880529-0
  10. 「第三惑星交響曲」2016年1月9日第1刷発行（1月4日発売[集 10]）、ISBN 978-4-08-880584-9
  11. 「V」2016年3月9日第1刷発行（3月4日発売[集 11]）、ISBN 978-4-08-880699-0

### 小説
- 成上真 著『SOUL CATCHER（S）－Interlude－』 〈ジャンプ ジェイ ブックス〉 
  1. 「鳴苑高校吹奏楽部冬合宿報告書」2014年11月4日発売、ISBN 978-4-08-703336-6
  2. 「過ぎゆきて春」2015年6月4日発売、ISBN 978-4-08-703365-6
  3. 「有終のカルナバル」2016年3月4日発売、ISBN 978-4-08-703388-5